# Gozdawa (herb szlachecki)

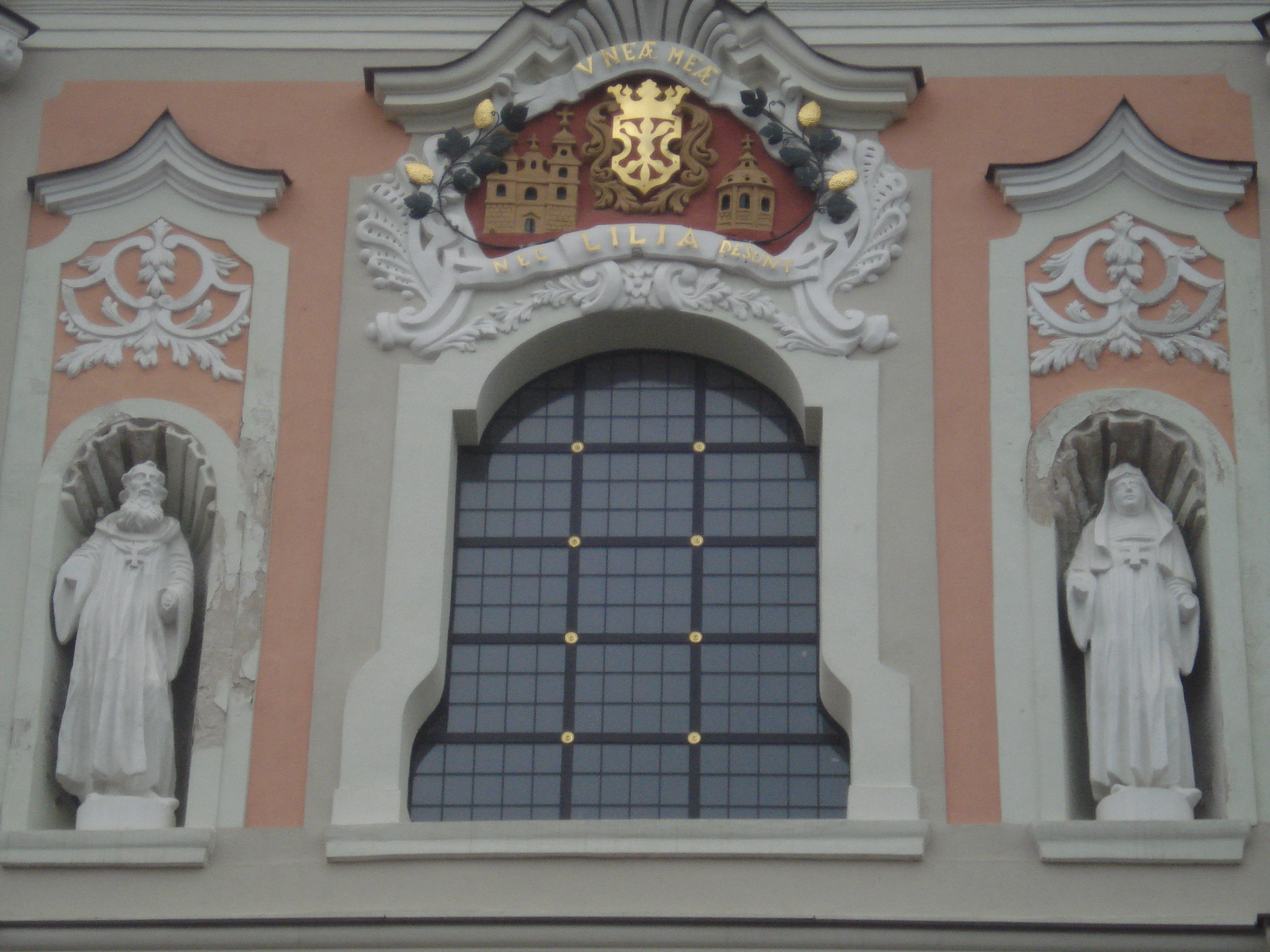
Herb Gozdawa (Lilia) na fasadzie kościoła św. Katarzyny w Wilnie.

Gozdawa (Gozdawita, Gozdowa, Gozdowita, Gozdowo, Gozdzie, Gzdow, Lilium) – polski herb szlachecki.

## Opis herbu
Opis zgodnie z klasycznymi regułami blazonowania:
W polu czerwonym, srebrna lilia podwójna, z pierścieniem złotym w środku. W klejnocie siedem piór pawich, na nich takaż lilia.
Opis w języku łacińskim: flores liliae in campo rubeo.

## Najwcześniejsze wzmianki
Podanie głosi że herbem tym Władysław Herman obdarzył rycerza Krystyna z Gozdawy za męstwo na polu walki; lilia symbolizowała niepokalane rycerstwo, a pawie pióra w klejnocie – mądrość.
Najwcześniejsze źródło heraldyczne wymieniające herb to datowane na lata 1464–1480 Insignia seu clenodia Regis et Regni Poloniae polskiego historyka Jana Długosza, który uznaje go za rdzennie polski. Zapisuje on informacje o herbie wśród 71 najstarszych polskich herbów szlacheckich we fragmencie: „Gozdowa, que Uium candens in campo rubeo defert. Genus Polonicum et dominis suis fidum”.

## Teorie o pochodzeniu
Prof. Przemysław Dąbkowski w swoich rozprawach wyraża przypuszczenie, że Gozdawici, mogli to być Niemcy, przybyli z Węgier. Prawdopodobnie przyszli z północnego wschodu z m. Bartfeld, gdzie żywioł niemiecki był wówczas bardzo silny.

## Herbowni

### Lista Tadeusza Gajla
Lista nazwisk rodów szlacheckich pieczętujących się herbem Gozdawa sporządzona została na podstawie wiarygodnych źródeł, zwłaszcza klasycznych i współczesnych herbarzy. Należy jednak pamiętać o możliwości przypisywania rodom szlacheckim niewłaściwych herbów. Szczególnie często zjawisko to występowało podczas legitymacji szlachectwa przed zaborczymi heroldiami, co następnie utrwalane było w wydawanych kolejno herbarzach. Pełna lista herbownych nie jest możliwa do odtworzenia także z powodu zniszczenia, względnie zaginięcia wielu akt i dokumentów w czasie II wojny światowej (tylko podczas powstania warszawskiego w 1944 roku spłonęło ponad 90% zasobu Archiwum Głównego Akt Dawnych w Warszawie). Identyczność nazwiska nie musi oznaczać przynależności do danego rodu herbowego, przynależność taką mogą bezspornie ustalić jedynie badania genealogiczne (często te same nazwiska były własnością wielu rodzin reprezentujących wszystkie stany dawnej Rzeczypospolitej, tj. chłopów, mieszczan, szlachtę).
Amszyński, Apanowicz, Arendowski, Arwasewicz, Azarewicz.
Bal, Balcewicz, Balewicz, Balsewicz, Baranowski, Bartoszewski, Batraniec, Batrań, Bączalski, Bączkowski, Bąkowski, Beecki, Behem, Behm, Beneskuł, Beneszkuł, Berecki, Berkowski, Bękowski, Białowiejski, Białowieski, Biedrzycki, Biedrzyński, Bielawski, Bielecki, Bielicki, Bierecki, Birecki, Birlecki, Biwil, Boczkowski, Boczykowski, Bogdanowicz, Bogusławski, Boguszewicz, Boguszko, Bohdanowicz, Bohuszewicz, Bohuszko, Boner, Borodnicki, Borowski, Bosiewicz, Bouszewicz, Brenner, Brolnicki, Bronicki, Brusowski, Brussowski, Bruszowski, Brzeżyka, Brzozowski, Bux, Byczerski, Bystrejski, Bystryjowski.
Cekoński, Chlebowski, Chmielewski, Chołojewski, Chołojowski, Chrapowicki, Chrostkowski, Chroszczewski, Chruszczewski, Chumecki, Chumnicki, Ciałowicz, Ciałowski, Cianowski, Cieszkowski, Cieśla, Czekański, Czekoński, Czerniewicz, Czeużyk.
Dalechowski, Danczenko, Dandelski, Dedeński, Dedkowicz, Deduchowicz, Dedyński, Dekszlewicz, Deszkleniewicz, Deszklewicz, Detkowicz, Deydyński, Dobrakowski, Dobrzymęcki, Doszkleniewicz, Dowksza, Drabow, Dradz, Drah, Drahow, Drwęski, Dryzna, Dubik, Dudziński, Duplicki, Dydyński, Dydziński, Dymsza, Dysel, Dyszel, Dyszkiewicz, Dyszlewicz, Dyszlewski, Dziarski, Dziedziewicz, Dziersznicki, Dzierśnicki, Dzierżanowski, Dziewięcki.
Fabiankowski, Fabiański, Federowicz, Fedorowicz.
Gadaczewski, Garbolecki, Garbolewski, Gaździński, Gąsowski, Gdarzycki, Gdeszeński, Gdeszyński, Gentył, Gertel, Gidlewicz, Giecewicz, Gieczewicz, Gierawski, Gietowć, Gietowt, Gintwiłło, Gintyłł, Gintyłło, Giżycki, Giżyński, Glazowski, Glebowski, Gliszczyński, Głazowski, Głażewski, Głażowski, Głowiński, Głozowski, Godaczewski, Godejko, Godlewski, Godłojewski, Gołembiewski, Gołembiowski, Gołębiewski, Gołębiowski, Gombrowicz, Gorczyczewski, Gorecki, Gostkowski, Gozd, Gozdecki, Gozdowicz, Gozdowski, Grajewski, Grot, Gurzelowski.
Haiński, Hancewicz, Hanczewicz, Hański, Heymzot, Hopp, Hoppa, Hornostaj, Hornostajski, Huhlik, Humięcki, Humięski, Humiński, Humnicki, Huniatycki.
Iwaszkiewicz, Iżycki.
Jackiewicz, Jackiewski, Jackowski, Jałoszyński, Janowski, Jarząbkiewicz, Jarząbkowski, Jarzembowski, Jarzębowski, Jarzębski, Jasieński, Jasiński, Jawornicki, Jaworowski, Jene, Joneman, Juchniewicz, Juraszkiewicz, Jurgiowski, Jurjowski.
Kacki, Kaliński, Kandzierzewicz, Kario, Karpowicz, Kasperowicz, Kawecki, Kawęcki, Kawiecki, Kay, Kicki, Kilarowicz, Klemensowski, Klimuntowski, Klukowski, Kormanicki, Koryciński, Kostro, Kowalski, Koy, Kozakiewicz, Kozakowski, Krakowiński, Krobowski, Krupa, Krzywczyński, Krzywiński, Kunka, Kupść.
Lebowski, Leonowicz, Lewanowicz, Lewoniecki, Lewoniewski, Lewonowicz, Lipiński, Lisiewicz, Lubasczyński, Lubik, Luboszczyński, Lucieński, Luciński, Luczyński, Łabajski, Łebowski, Łększycki, Łukoszewicz, Łukowicz.
Łabajski, Łebowski, Łększycki, Łukoszewicz, Łukowicz.
Małowiejski, Małowieski, Maron, Marun, Mazapet, Mianocki, Mianowski, Miaskowski, Micut, Micuta, Mielikowski, Mieżnicki, Mikosz, Mikosza, Mikszewicz, Mikulicz, Milatyński, Milkont, Miłkont, Minejko, Mineyko, Mirkulewicz, Moczulski, Mucharski, Muskat, Muskata.
Nacewicz, Nachtrab, Nachtraba, Naczewicz, Nagora, Nagóra, Narbut, Narbutt, Narwojsz, Narwosz, Narwoysz, Nastalski, Nieciecki, Niedoma, Niemiro, Niemierka, Niemierza, Niemira, Niemirowicz, Niemiryc, Niemirycz, Niemirzyc, Niezdzeński, Niezdziński, Nieżdziński, Norwiłło, Norwiło.
Obrębski, Olbrycht, Olearski, Oleśnicki, Olrych, Ołdakowski, Opanowicz, Ostrołęcki, Osuchowski, Ozumieski, Ożohowski.
Pac, Pacewicz, Paczewicz, Paczewski, Paczuski, Pampowski, Pankowski, Pawłowski, Pazdziernowicz, Październia, Październowicz, Pempowski, Pepłowski, Petuszyński, Pępowski, Piasecki, Pieczychojski, Pieczychujski, Pieczychwostki, Pieczyhojski, Pierszchała, Piotrowski, Pisarski, Pławski, Płaza, Pocewicz, Podbipięta, Podgajski, Podlipski, Pogorzelski, Polikiewicz, Polikowicz, Pomarnacki, Pomarniacki, Pomarnicki, Popowski, Potuszyński, Proboszewski, Progulbicki, Proszyński, Przedborski, Przedniewski, Przemiński, Przeniewski, Prześmiński, Przęśnicki, Przybyszewski, Przyszychocki, Przyszychowski, Punikowski.
Racibor, Raciborski, Raczko, Raczkowski, Ramsz, Ramsza, Raut, Rejewski, Renit, Rent, Reut, Reutt, Rimsza, Roch, Romsza, Ross, Rossowicz, Roza, Rożałowski, Róż, Róża, Rubażewicz, Rubinkowski, Rubińkowski, Rudawski, Rudoszański, Rusieński, Rusiński, Rutkowski, Rychliński, Rymowicz, Rymsz, Rymsza, Rymszewicz.
Sapieha, Sasin, Secimski, Siewruk, Sobuś, Sokoł, Sokołowicz, Sokołowski, Sokół, Solecki, Sołonski, Sołouwski, Sołowski, Sosnowski, Spiegajło, Spigajło, Stan, Staniewicz, Staniński, Stankowski, Stano, Stanowski, Stawiski, Stępski, Strebejko, Stryżowski, Strzemeski, Strzeszkowski, Strzyżewski, Strzyżowski, Styrpejko, Suchszewski, Sudraski, Sudrawski, Sudrowski, Sulimowski, Sułocki, Suszycki, Sutocki, Suzin, Swirtun, Szewerdzic, Szołomicki, Szymanowski, Szystowski.
Telesznicki, Teleśnicki, Teleżyński, Tomikowski, Towtowicz, Trypolski, Tryzna, Trzciński, Trzemeski, Tułuntowicz, Turczynowicz, Turczyński, Turkowiecki, Turkowski, Tyszecki, Tyszkowski, Tyszyński.
Wachanowski, Wahanowski, Wakulewicz, Wertel, Wierowski, Więckiewicz, Więckowicz, Wilamowicz, Wilejko, Wilewski, Wileyko, Wiszewaty, Wiszniewski, Witulski, Wituski, Wnitow, Wojkunowski, Wołczyński, Wołk, Woychun, Woyzgiałło, Wyrzykowski.
Zaboklicki, Zaczeński, Zadczeński, Zakrzewski, Zatorski, Zawołaj, Zdzarski, Zdziarski, Zebowicz, Zembowski, Zembrowski, Zerznicki, Ziabko, Ziołowski, Złotowski, Zmilewski, Zniechowicz, Zuzin, Zwolański, Zydzki, Ździarski.

### Pozostałe nazwiska
Reklewski, Zagórny